# Gagea chomutovae
Gagea chomutovae är en liljeväxtart som först beskrevs av Adolf Adolph A. Pascher, och fick sitt nu gällande namn av Adolf Adolph A. Pascher. Gagea chomutovae ingår i Vårlökssläktet och i familjen liljeväxter. Inga underarter finns listade.